# Miklós Gimes
Miklós Gimes (23. prosince 1917, Budapešť – 16. června 1958) byl maďarský novinář a politik, významný svou rolí v maďarské revoluci v roce 1956. Po porážce revoluce byl v roce 1958 popraven prosovětskými komunisty, spolu s Imrem Nagyem, jehož blízkým spolupracovníkem byl, a Pálem Maléterem.

## Život
Jeho rodiče byli Židé, kteří konvertovali k unitářství. Jeho matka Lilly Hajduová byla lékařka, psycholožka a prezidentka Maďarské psychoanalytické asociace od roku 1947 až do jejího nuceného rozpuštění v roce 1949. On před druhou světovou válkou studoval lékařství v Segedínu, ale studia nedokončil. V roce 1942 se začal angažovat v komunistickém hnutí. Byl povolán na nucené práce, ale zběhl a přidal se k titovským partyzánům. Po návratu do Budapešti v lednu 1945 vstoupil do Maďarské komunistické strany a začal psát do jejího ústředního deníku Szabad Nép (Svobodní lidé). Po roce 1953 se stal stoupencem reforem Imre Nagye. Po odstranění Nagye v roce 1955 byl i Gimes postižen, byl přesunut do méně významného deníku Magyar Nemzet (Maďarský národ). V roce 1955 byl vyloučen z Maďarské strany pracujících za výzvu k rehabilitaci László Rajka. Poté pracoval jako knihovník. Jeho přítel Imre Nagy, který se vrátil na výsluní, nicméně prosadil jeho znovupřijetí do strany v roce 1956, těsně před vypuknutím revoluce. Během revoluce v roce 1956 se Gimes silně angažoval jak v politice, tak v žurnalistice. Spolu s dalšími revolucionáři založil a redigoval noviny Magyar Szabadság (Svoboda Maďarska). Po sovětské invazi založil Maďarské demokratické hnutí za nezávislost a vydával ilegální deník Október Huszonhatodika (26. říjen). Dne 5. prosince byl zatčen a postaven před soud. Po roce a půl byl v procesu s Nagyem a Maléterem Nejvyšším soudem odsouzen k trestu smrti za "vlastizradu". Poprava byla vykonána den po vynesení rozsudku.